# Calomys expulsus
Calomys expulsus é uma espécie de roedor da família Cricetidae. Endêmica do Brasil, pode ser encontrada no Piauí, Ceará, Bahia, Tocantins, Goiás e Minas Gerais.

## Taxonomia
Uma análise das populações ao longo do Rio São Francisco mostrou que esse corpo d'água serve como uma barreira para fluxo gênico da espécie, subdividindo-a em 3 populações em processo de especiação. 

## Comportamento e habitat
Os roedores do gênero Calomys são um dos poucos grupos da família Sigmodontinae a habitar locais de clima seco.  Os animais da espécie C. expulsus podem também ser encontrados em florestas.  Esses animais parecem ser favorecido após eventos de queimada no cerrado, em contraste com outras espécies, mostrando uma adaptação desses indivíduos a essas condições.

## Patógenos
Já foram encontrados indivíduos dessa espécie infectados com Trypanosoma cruzi, o causador da doença de Chagas em humanos, sendo um dos vários reservatórios do parasita da natureza, ao lado de outros roedores. 